# 陳柔縉
陳柔縉（1964年—2021年10月18日），台灣作家、臺灣大學新聞研究所兼任副教授。曾任職政治記者，後專事歷史寫作，主要題材為臺灣日治時期的社會生活與人物，著有《台灣西方文明初體驗》和《人人身上都是一個時代》，分別在2005年和2009年獲得金鼎獎。
陳柔縉的文字基調質樸剛健，時常充滿詩意、幽默，善於透過生動的文字及豐富的史料蒐集，重現被遺忘的歷史。。

## 生平
1964年，陳柔縉生於雲林縣莿桐鄉。1985年，自國立台灣大學法律學系司法組畢業。曾任聯合報、新新聞周刊資深記者。陳柔縉曾自言從小志願「當大官、做大事」，在看盡官場百態後決定專職寫作，其作品主要書寫日治時代社會生活的相關題材。2005年和2009年，分別以《台灣西方文明初體驗》和《人人身上都是一個時代》獲得金鼎獎。

### 逝世
2021年10月15日傍晚約六時，陳柔縉騎單車行經新北市淡水區中正東路二段，於外側車道遭同向的一名外送騎士從後方追撞，送往淡水馬偕醫院搶救；三天後病情急轉直下，於同年10月18日下午3時許傷重不治，享年57歲。

## 出版作品

### 報導文學
- 《私房政治：25位政治名人的政壇秘聞》（1993，新新聞文化）
- 《總統是我家親戚：揭開台灣政商名人姻親關係內幕》（1994，鴻鳴館圖書出版社）
- 《總統的親戚：揭開台灣權貴家族的臍帶與裙帶關係》（1999，時報文化；2022，麥田出版，經典紀念版）
- 《台灣西方文明初體驗》（2005，麥田出版；2011，麥田出版，經典版）
- 《宮前町九十番地》（2006，時報文化；2016，麥田出版，十周年紀念版；2020，麥田出版，紀念新版）
- 《囍事台灣》（2007，東觀國際文化；2023，麥田出版，經典紀念版）
- 《台灣摩登老廣告》（2008，皇冠文化）
- 《人人身上都是一個時代》（2009，時報文化；2016，麥田出版，全新增訂版）
- 《台灣幸福百事：你想不到的第一次》（2011，究竟出版社）
- 《舊日時光》（2012，大塊文化）
- 《榮町少年走天下：羅福全回憶錄》（2013，天下文化；2020，麥田出版，紀念新版）
- 《廣告表示：＿＿＿。老牌子．時髦貨．推銷術，從日本時代廣告看見台灣的摩登生活》（2015，麥田出版）
- 《一個木匠和他的台灣博覽會》（2018，麥田出版；2023，麥田出版，新裝版）

### 小說
- 《大港的女兒》（2020，麥田出版）

## 獎項
- 《台灣西方文明初體驗》：2005年，聯合報非文學類十大好書、新聞局最佳人文圖書金鼎獎
- 《宮前町九十番地》：2006年，中國時報開卷好書獎（中文類）
- 《人人身上都是一個時代》：2009年，新聞局非文學類圖書金鼎獎[3]

## 評價
作家劉克襄曾道：「（陳柔縉）其善於捕捉現代精神，進出過去繁雜史料，發掘出新議題的雜學功力，往往別出一幟。而寫作風味的拿捏，敘述角度的活潑，串連故事的能力，更勝諸多同儕創作者。」媒體人陳浩認為陳柔縉開創了台灣史寫作的新技藝，並斷言其為時代的生活記憶修復者。